# أونا ويليام
أونا ويليام (بالإنجليزية: Una Hale)‏ هي مغنية أوبرا ومغنية أسترالية، ولدت في 18 نوفمبر 1922، وتوفيت في 4 مارس 2005.